# Trzej królowie (ruch oporu)

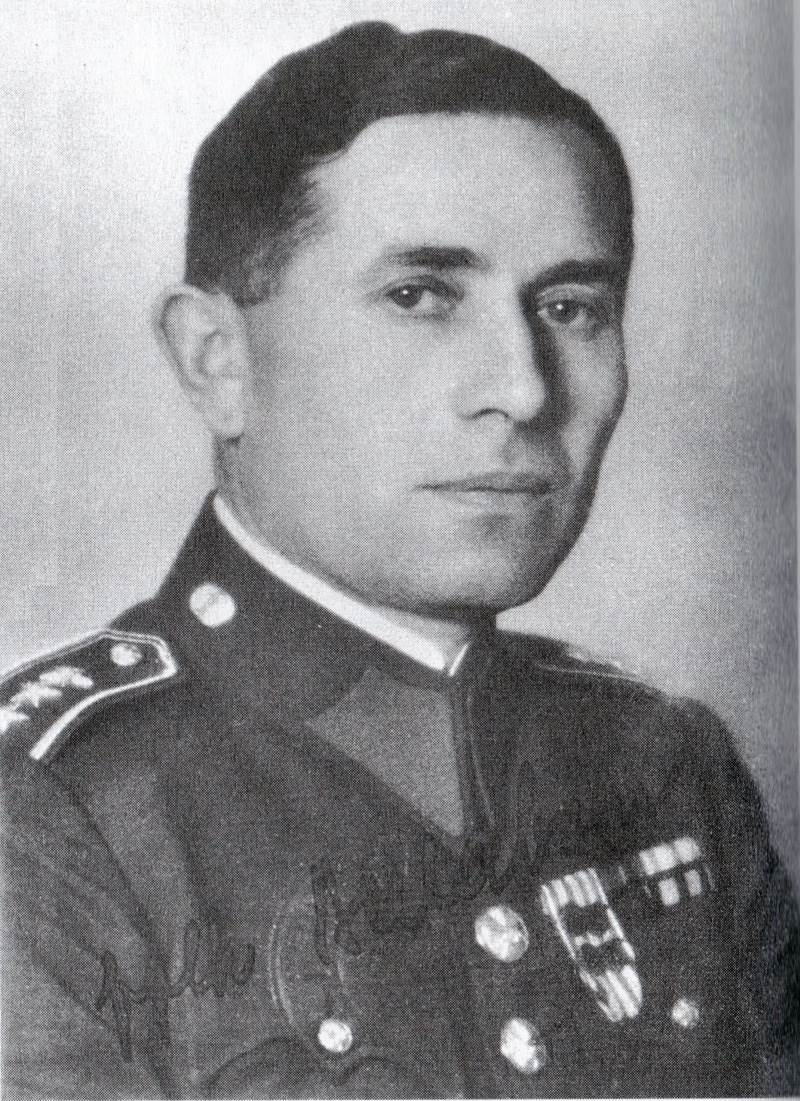
Josef Balabán

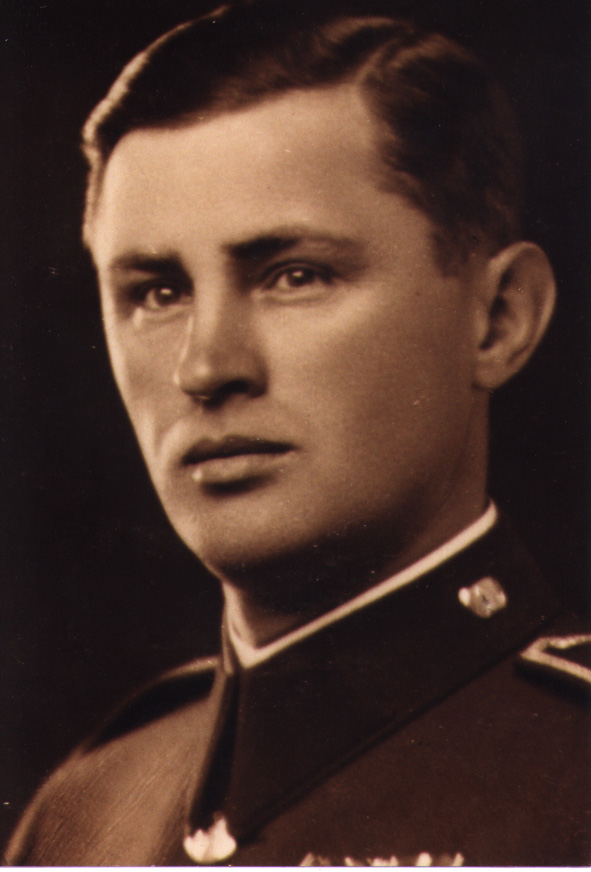
Josef Mašín

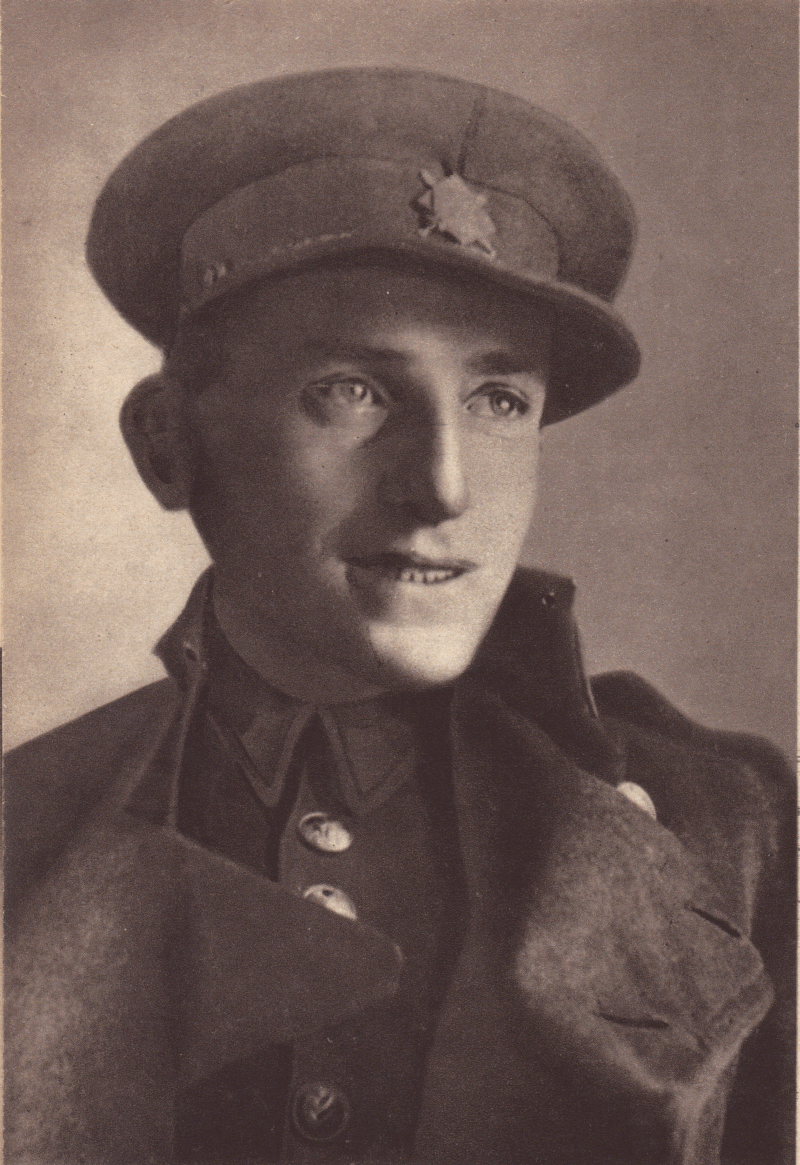
Václav Morávek

Trzej królowie (czes. Tři králové) – trzej przywódcy czeskiego ruchu oporu z okresu II wojny światowej: kapitan Václav Morávek oraz podpułkownicy Josef Mašín i Josef Balabán.

## Sytuacja w Protektoracie
Ruch oporu, którego trzon stanowili oficerowie Wojska Czechosłowacji, zaczął się kształtować po wkroczeniu Wehrmachtu do Pragi 15 marca 1939 (nazistowskie Niemcy złamały w ten sposób ustalenia konferencji monachijskiej). Decyzją Adolfa Hitlera, dzień później, 16 marca 1939 utworzono Protektorat Czech i Moraw. Prawicowa Obrona Narodu (czes. Obrana národa) miała stać się zalążkiem armii podziemnej. Centrowe Centrum Polityczne (czes. Politické ústředí) i lewicowy Komitet Petycyjny „Pozostaniemy wierni” (czes. Petiční výbor „Věrni zůstaneme”) utworzyły na początku 1940 Centralny Komitet Krajowego Ruchu Oporu (czes. Ústřední vedení odboje domácího).
Czeski naród uznał, że czynny opór jest straceńczą polityką i bardzo wydajnie pracował dla Rzeszy. Sam Hitler mówił z uznaniem, że przemysł zbrojeniowy w Protektoracie jest „szczególnie wydajny. Czesi mają naturalne zdolności w sprawach technicznych”.
Wielu polityków III Rzeszy uznawało czeską Pragę za niemieckie miasto. Joseph Goebbels napisał: „Zakochałem się w tym mieście. Tam unosi się niemiecki duch i to miasto musi stać się niemieckie pewnego dnia”. Według Reinharda Heydricha, protektora Czech i Moraw (23 września 1941 został oddelegowany na to stanowisko) Praga miała dorównać innym miastom niemieckim – Berlinowi, Monachium i Kilonii. Nic więc dziwnego, że wobec takiego nastawienia ze strony dostojników nazistowskich, aparat policyjny był wątły. W całym Protektoracie Czech i Moraw było zaledwie 2 tysiące agentów Gestapo, Kripo i SD. W Pradze działało 150 funkcjonariuszy Gestapo i 250 policji kryminalnej Kripo. Spokój był jednak pozorny.
Czeski kolaborant, Karel Lažnovský, zmarł najprawdopodobniej w wyniku otrucia (dwaj inni kolaboranci później się pochorowali) po spotkaniu z premierem Aloisem Eliášem, choć Gestapo nie mogło tego udowodnić. Czesi manifestowali swą niechęć do nazistowskiego okupanta, bojkotując niemiecką prasę lub składając kwiaty pod pomnikiem Jana Husa i Grobem Nieznanego Żołnierza.

## Działalność „trzech króli”
„Trzej królowie” utrzymywali kontakt z władzami i wywiadem brytyjskim oraz z agentem o pseudonimie „Franta” (w rzeczywistości był to agent Abwehry Paul Thümmel, bliski współpracownik Wilhelma Canarisa, szefa Abwehry). Heydrich, jako nowy Protektor Czech i Moraw, zdawał sobie sprawę, że o wiele groźniejsza od czeskich partyzantów jest siatka wywiadowcza, której macki sięgają wysoko w hierarchii nazistowskiej w Berlinie, a w Pradze krzyżują się drogi wywiadowcze Wielkiej Brytanii i spiskowców niemieckich oraz czeskiego podziemia.
22 kwietnia 1941 Gestapo aresztowało pierwszego z „trzech króli” – podpułkownika Balabána, ale mimo straszliwych tortur nie udało się oprawcom z Gestapo ustalić prawdziwego nazwiska agenta o pseudonimie „Franta”. Został skazany na śmierć, wyrok wykonano 3 października 1941 w praskim więzieniu. 13 maja tego samego roku Gestapo wpadło na trop pozostałych dwóch z „trzech króli” – podpułkownika Mašína i kapitana Morávka. Przy pomocy samochodu pelengacyjnego udało się ich namierzyć w mieszkaniu czynszowej kamienicy przy ulicy Kvetovej 2. Mašín odciągnął funkcjonariuszy Gestapo, dając pozostałym bojownikom czas na ucieczkę. Został ujęty w czasie walki, ranił kilku gestapowców. Gestapo schwytało jeszcze radiotelegrafistę Františka Peltána. Tylko kapitan Morávek zdołał zbiec (w trakcie ucieczki stracił palec).
Mašína i Peltána przewieziono do kwatery głównej Gestapo, mieszczącej się na Bredauergasse (obecnie ulicy Politických vězňů). Zajęli się nimi Kruppke i Glesagen z Sekcji 11 (bM), zwalczającej czeskie podziemie. Po kilku dniach straszliwych tortur gestapowcy zorientowali się, że Mašín ani radiooperator nigdy nie spotkali się z „Frantą”. 30 czerwca 1942 wywlekli ich na podwórze i tam zastrzelili.
Ostatni z „trzech króli”, Václav Morávek, który jako jedyny z trójki znał prawdziwą tożsamość agenta o pseudonimie „Franta”, zginął w strzelaninie z funkcjonariuszami Gestapo w praskim parku 21 marca 1942 (podawana jest data 22 marca).
Śmierć „trzech króli” i późniejszy zamach na Reinharda Heydricha i związane z nim aresztowania doprowadziły do likwidacji Centralnego Komitetu Krajowego Ruchu Oporu.